# Grote krekelzanger
De grote krekelzanger (Helopsaltes fasciolatus synoniem Locustella fasciolata) is een zangvogel uit de familie Locustellidae.

## Verspreiding en leefgebied
Deze soort komt voor in centraal en oostelijk Azië en overwintert op de Filipijnen, Indonesië en westelijk Nieuw-Guinea.